# Sussie Svenningsen
Sussie Svenningsen es una deportista danesa que compitió en vela en la clase Laser Radial. Ganó una medalla de plata en el Campeonato Europeo de Laser Radial de 1980.

## Palmarés internacional
| Campeonato Europeo | Campeonato Europeo | Campeonato Europeo | Campeonato Europeo |
| Año                | Lugar              | Medalla            | Clase              |
| ------------------ | ------------------ | ------------------ | ------------------ |
| 1980               | Lemvig (Dinamarca) | Medalla de plata   | Laser Radial       |